# Пітогу чорний
Піто́гу чорний (Melanorectes nigrescens) — вид горобцеподібних птахів родини свистунових (Pachycephalidae). Ендемік Нової Гвінеї. Раніше цей вид відносили до роду Пітогу (Pitohui), однак у 2013 році він був переведений до відновленого монотипового роду Чорний пітогу (Melanorectes).

## Опис
Довжина птаха становить 23 см, вага 73—86 г. У самців номінатичного підвиду забарвлення переважно чорнувате, тім'я і скроні темніші, боки дещо світліші. Стернові пера чорнувато-бурі. Очі темно-карі або сірувато-карі, дзьоб і лапи чорні. У самиць номінативного підвиду верхня частина тіла світло-коричнева або зеленувато-коричнева, нижня частина тіла рудувато-коричнева, тім'я попелясто-сіре.

## Підвиди
Виділяють п'ять підвидів:
- M. n. nigrescens (Schlegel, 1871) — гори Арфак і Тамрау на півострові Чендравасіх;
- M. n. wandamensis (Hartert, E, 1930) — гори на півострові Вандаммен[de];
- M. n. meeki (Rothschild & Hartert, E, 1913) — гори Центрального хребта;
- M. n. harterti Reichenow, 1911 — гори Сарувагед[en] на півострові Гуон;
- M. n. schistaceus (Reichenow, 1900) — гори на південному сході острова.

## Поширення і екологія
Чорні пітогу є ендеміками острова Нова Гвінея. Вони живуть у вологих гірських тропічних лісах, зустрічаються на висоті від 1600 до 2000 м над рівнем моря. Ведуть переважно осілий спосіб життя. Живляться переважно комахами і плодами, іноді також насінням. Гніздо чашоподібне, робиться з листя, гілочок і корінців, розміщується на дереві. В кладці 1—2 яйця.
Чорні пітогу живляться жуками роду Choresine, з яких вони отримують батрахотоксини. Птахи накопичують ці отруйні речовини в пір'ї та шкірі, чим захищають себе від ектопаразитів, хижих птахів, змій і полювання людей.